# FK Otrant-Olympic
El FK Otrant-Olympic (en albanés: Klubi Futbollistik Otrant-Olympic) es un equipo de fútbol de Montenegro que juega en la primera División de Montenegro, la primera categoría nacional.

## Historia
El FK Otrant-Olympic es el primer club de fútbol en Ulcinj, donde fue fundado en 1921 con el nombre Olcinium. De 1921 a 1941 solo jugaba partidos no oficiales. Luego de finalizada la Segunda Guerra Mundial durante los años de Yugoslavia el club pasó a llamarse Bjelogorac. Desde los años 1970 formó parte de la cuarta división sur (la categoría más baja). En la temporada de 1977–78 pasó a llamarse Ulcinj, donde alcanzó su mayor éxito durante el periodo yugoslavo, finalizando en la segunda posición de la cuarta categoría, con lo que lograría el ascenso a la Liga de la República de Montenegro.
En 1983 el club pasó a llamarse Otrant, y luego de algunas temporadas exitosas a inicios de los años 1990, el club desaparecería. El club sería refundado a mediados de los años 1990, y hasta el 2006, el FK Otrant jugaba en la liga de la república, con varios descensos de categoría.
Luego de la independencia de Montenegro el Otrant sería campeón de la Tercera División de Montenegro y lograría el ascenso a la Segunda División de Montenegro donde permanecería por cinco temporadas. El FK Otrant logró su mayor victoria en un partido oficial, venciendo 12–2 al Ribnica el 20 de mayo de 2009.
En 2013 el Otrant fue desmantelado por problemas financieros. El Ulcinj sería representado en la temporada 2013–14 de la tercera división con el Federal, un equipo juvenil fundado en 2010. El 22 de julio de 2015 el club pasaría a llamarse Otrant-Olympic. El club lograría su regreso a la segunda división en la temporada 2016-17. El FK Otrant terminaría en tercer lugar y lograría la clasificación a los playoffs de ascenso, pero perdería ante el FK Rudar (1–0; 0–3).
Dos temporadas más tarde el FK Otrant volvería a los playoffs y perdería nuevamente. En la temporada 2019-20 el club terminaría de último, y con ello, descendería tras cuatro temporadas.

## Palmarés
- Montenegrin Third League (2): 2006–07, 2015–16, 2021–22
- Montenegrin Fourth League (5): 1989–90, 1991–92, 1996–97, 2001–02, 2005–06
- Southern Region Cup (1): 2006